# بخش جناح
بخش جناح نام یکی از بخش‌های شهرستان بستک در استان هرمزگان ایران است.

## موقعیت جغرافیایی
این بخش با وسعتی در حدود ۱۶۹۰ کیلومتر مربع در قسمت جنوبی شهرستان بستک واقع است.
این بخش از شمال به بخش مرکزی، و از جنوب به کوه سفید و بخش شیبکوه، و از مشرق به بخش کوخرد، و از مغرب به بخش اشکنان منتهی می‌شود.
بخش جناح شامل ۳ دهستان و بالغ بر ۳۰ روستای بزرگ و کوچک است.

## جمعیت
جمعیت بخش جناح طبق سرشماری عمومی نفوس و مسکن در سال ۱۳۹۵، برابر با ۲۳,۵۷۴ نفر بوده‌است.

## پیشینه
رودخانه مهران خط‌القعر جغرافیایی بخش جناح را تشکیل می‌دهد و زهکش اصلی بخش جناح است. آب‌های سطحی و زیرزمینی بخش جناح عمدتاً شور بوده که در مواردی استثناً به آب‌های شیرین برمی‌خوریم.
پیرامون وجه تسمیه جناح به قطعیت نمی‌توان سخن گفت گو اینکه نام امروزی جناح درگذشته بدین صورت گویش نمی‌شده و جنه نام واقعی آن است.
پیشینه سکونت در جناح به درستی معلوم نیست اما وجود چاه‌های حفرشده در دل سنگ آهک در منطقه دوک در جنوب جناح و همچنین چاه و آب‌انبار تاریخی گبری (زرتشتیان) دیرینگی جناح را شاید به پیش از اسلام برساند.
ترکیب جمعیتی شهر را اقوام مهاجر از بلوکات لارستان اقوام منسوب به بومیان جناح و مهاجران دیگر نواحی در برمی گیرد. اقتصاد جناح برپایه بازرگانی استوار است و بافت محلات سنتی، شکل خانه‌ها و چندگانگی اقوام از این مسئله حکایت دارد مضاف بر اینکه به دلیل کمبود آب کشاورزی این حرفه رونق محدود داشته‌است.

## تقسیمات کشوری
- شهر جناح
- دهستان فرامرزان
- شهر:جناح و هنگویه